# 16e cérémonie des César
La 16e cérémonie des César du cinéma - dite aussi Nuit des César - récompensant les films sortis en 1990, s'est déroulée le 9 mars 1991 au théâtre des Champs-Élysées.
Elle a été présidée par Sophia Loren et retransmise sur Antenne 2.
Lors de cette cérémonie, Cyrano de Bergerac égale le record de dix César détenu par Le Dernier Métro depuis 1981.

## Présentateurs et intervenants
- Daniel Toscan du Plantier, président de l'Académie des arts et techniques du cinéma
- Sophia Loren, présidente de la cérémonie
- Richard Bohringer, Les Inconnus, Guy Marchand, Patrick Chesnais, Smaïn, Tchéky Karyo, maîtres de cérémonie
- Tchéky Karyo, pour la remise du César de la meilleure actrice
- Jean-Loup Dabadie, pour la remise du César d'honneur à Sophia Loren
- Vanessa Paradis, Richard Bohringer, pour la remise du César du meilleur espoir féminin

## Palmarès

### César du meilleur film
- Cyrano de Bergerac de Jean-Paul Rappeneau
  - Le Mari de la coiffeuse de Patrice Leconte
  - Nikita de Luc Besson
  - Le Petit Criminel de Jacques Doillon
  - Uranus de Claude Berri

### César du meilleur film étranger
- Le Cercle des poètes disparus (Dead Poets Society) de Peter Weir •  États-Unis
  - Les Affranchis de Martin Scorsese
  - Attache-moi ! de Pedro Almodóvar
  - Pretty Woman de Garry Marshall •  États-Unis
  - Taxi Blues de Pavel Lounguine

### César du meilleur acteur

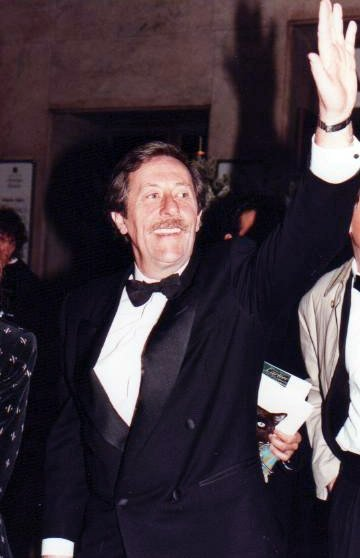
Jean Rochefort lors de la cérémonie.

- Gérard Depardieu pour Cyrano de Bergerac
  - Daniel Auteuil pour Lacenaire
  - Fabrice Luchini pour La Discrète
  - Michel Piccoli pour Milou en mai
  - Jean Rochefort pour Le Mari de la coiffeuse
  - Michel Serrault pour Docteur Petiot

### César de la meilleure actrice
- Anne Parillaud pour Nikita
  - Nathalie Baye pour Un week-end sur deux
  - Anne Brochet pour Cyrano de Bergerac
  - Tsilla Chelton pour Tatie Danielle
  - Miou-Miou pour Milou en mai

### César du meilleur acteur dans un second rôle
- Jacques Weber pour Cyrano de Bergerac
  - Maurice Garrel pour La Discrète
  - Michel Duchaussoy pour Milou en mai
  - Michel Galabru pour Uranus
  - Daniel Prévost pour Uranus

### César de la meilleure actrice dans un second rôle
- Dominique Blanc pour Milou en mai
  - Odette Laure pour Daddy nostalgie
  - Thérèse Liotard pour La Gloire de mon père et Le Château de ma mère
  - Catherine Jacob pour Tatie Danielle
  - Daniele Lebrun pour Uranus

### César du meilleur jeune espoir masculin
- Gérald Thomassin pour Le Petit Criminel
  - Vincent Pérez pour Cyrano de Bergerac
  - Alex Descas pour S'en fout la mort
  - Marc Duret pour Nikita
  - Philippe Uchan pour La Gloire de mon père et Le Château de ma mère

### César du meilleur jeune espoir féminin
- Judith Henry pour La Discrète
  - Clotilde Courau pour Le Petit Criminel
  - Florence Darel pour Uranus
  - Judith Godrèche pour La Désenchantée
  - Isabelle Nanty pour Tatie Danielle

### César du meilleur réalisateur
- Jean-Paul Rappeneau pour Cyrano de Bergerac
  - Patrice Leconte pour Le Mari de la coiffeuse
  - Jacques Doillon pour Le Petit Criminel
  - Luc Besson pour Nikita
  - Claude Berri pour Uranus

### César de la meilleure première œuvre
- Christian Vincent pour La Discrète
  - Halfaouine, l'enfant des terrasses de Férid Boughedir
  - Mado poste restante de Alexandre Abadachian
  - Outremer de Brigitte Roüan
  - Un week-end sur deux de Nicole Garcia

### César du meilleur scénario original ou adaptation
- Jean-Pierre Ronssin et Christian Vincent pour La Discrète
  - Jean-Claude Carrière et Jean-Paul Rappeneau pour Cyrano de Bergerac
  - Jacques Doillon pour Le Petit Criminel
  - Claude Klotz et Patrice Leconte pour Le Mari de la coiffeuse

### César de la meilleure musique originale
- Jean-Claude Petit pour Cyrano de Bergerac
  - Vladimir Cosma pour La Gloire de mon père et Le Château de ma mère
  - Éric Serra pour Nikita

### César de la meilleure photographie
- Pierre Lhomme pour Cyrano de Bergerac
  - Thierry Arbogast pour Nikita
  - Eduardo Serra pour Le Mari de la coiffeuse

### César des meilleurs costumes
- Franca Squarciapino pour Cyrano de Bergerac
  - Agnès Negre pour La Gloire de mon père
  - Yvonne Sassinot de Nesle pour Lacenaire

### César du meilleur décor
- Ezio Frigerio pour Cyrano de Bergerac
  - Ivan Maussion pour Le Mari de la coiffeuse
  - Dan Weil pour Nikita

### César du meilleur son
- Pierre Gamet et Dominique Hennequin pour Cyrano de Bergerac
  - Michel Barlier, Pierre Befve, Gérard Lamps pour Nikita
  - Pierre-Alain Besse, Henri Morelle, François Musy pour Nouvelle Vague

### César du meilleur montage
- Noëlle Boisson pour Cyrano de Bergerac
  - Joëlle Hache pour Le Mari de la coiffeuse
  - Olivier Mauffroy (de) pour Nikita

### César du meilleur court-métrage de fiction
- Foutaises de Jean-Pierre Jeunet
  - Deux pièces cuisine de Philippe Harel
  - Final d'Irène Jouannet
  - Uhloz de Guy Jacques

### César du meilleur court-métrage documentaire
- La Valise de François Amado
  - Tai Ti Chan de Chi Yan Wong

### César d'honneur
- Jean-Pierre Aumont, Sophia Loren

## Anecdote
Au moment de remettre le César du meilleur espoir féminin, Vanessa Paradis ouvre l'enveloppe et commet une erreur en lisant, au lieu du nom de la vraie lauréate, Judith Henry, celui de Judith Godrèche (nommée pour La Désenchantée), avant de se reprendre aussitôt,. Cette remise est ensuite parodiée par les Inconnus dans leur sketch TV « La nuit des Escarres ». En 2010, lors de la 35e cérémonie des César, Vanessa Paradis, venue cette fois remettre le César du meilleur réalisateur, s'est auto-parodiée en faisant référence à cette gaffe dans un sketch interprété avec Gad Elmaleh et Valérie Lemercier .